# Bingerville
Bingerville este un oraș din Coasta de Fildeș. Este situat pe malul lagunei Ébrié, în aglomerația Abidjan.